# Fernando Lyra
Fernando Soares Lyra (Recife, 8 de outubro de 1938 — São Paulo, 14 de fevereiro de 2013) foi um advogado e político brasileiro que exerceu seis mandatos de deputado federal por Pernambuco, além de exercer o cargo de Ministro da Justiça, entre 1985 e 1986, no mandato de José Sarney.

## Biografia
Filho do ex prefeito de Caruaru, João Soares Lyra Filho (1913-1999) e Guiomar Fonseca Farias Lyra (1912-1972), nasceu no Recife, a 8 de outubro de 1938, mas cresceu em Caruaru, no quadro de uma família abastada da que também faz parte seu irmão, o ex-governador de Pernambuco João Lyra Neto, além da ex-prefeita de Caruaru e atual governadora eleita de Pernambuco, Raquel Lyra, sua sobrinha.
"Já ouviu falar na Lagoa dos Gatos? De lá saiu meu pai, primeiro mascateando, depois se fixando em Caruaru, onde se tornou vendedor de automóveis e caminhões, montou uma agência revendedora de grande porte e, em seguida, entrou no negócio de ônibus intermunicipais. Sou filho de classe média abastada, mas com sensibilidade social bem definida, porque João Lyra, meu pai, fez a trajetória dos empreendedores." 
Formou-se em Direito pela Faculdade de Direito de Caruaru em 1964 passando a trabalhar como advogado. Começou sua vida pública pelo MDB ao ser eleito deputado estadual por Pernambuco em 1966.  Candidato a deputado federal foi eleito em 1970, 1974 e 1978. Em 1971, fundou - juntamente com Chico Pinto (Bahia), Alencar Furtado (Paraná), Marcos Freire (Pernambuco) e alguns outros - o grupo dos "autênticos do MDB" - parlamentares que, dentro e fora do Congresso, faziam real oposição à ditadura. Posteriormente, ao longo de sua estadia em Brasília, passaria a adotar posições mais próximas aos "moderados" do partido, sobretudo por sua aproximação com Tancredo Neves. Após o fim do bipartidarismo ingressou no PMDB em 1980 e foi reeleito deputado federal em 1982 afastando-se do mandato para ocupar o Ministério da Justiça no início do governo José Sarney, indicado que fora por Tancredo Neves em reconhecimento ao seu papel de coordenador político na campanha do político mineiro rumo ao Planalto em 1985.
Reeleito deputado federal em 1986 ingressou no PDT no ano seguinte e em 1989 foi candidato a vice-presidente na chapa de Leonel Brizola nas eleições daquele ano não chegando, porém, ao segundo turno que foi disputado entre Fernando Collor e Luiz Inácio Lula da Silva. Em 1990 foi eleito primeiro suplente de deputado federal sendo efetivado em 1º de janeiro de 1993 quando já estava filiado ao PSB. Há mais de 40 anos na vida pública, exerceu seu último mandato de deputado federal até 1998, quando não disputou a eleição: garante que seu estilo de atuação não tem mais espaço no Congresso.
Foi presidente da Fundação Joaquim Nabuco, órgão do Ministério da Educação, de 2003 a 2011.após essa função ser ocupada durante 31 anos por Fernando Freyre, filho de Gilberto Freyre.
Em 2006, teve papel importantíssimo na campanha e vitória de Eduardo Campos, neto de Miguel Arraes para governador, com seu irmão, João Lyra Neto, na chapa como vice-governador de Pernambuco. Do mesmo modo, contribuiu para a reeleição de Eduardo Campos em 2010 numa votação histórica, com quase 83% dos votos sobre o senador e ex-governador de Pernambuco Jarbas Vasconcelos.

## Memórias
Em 2009, lança o livro Daquilo que eu sei - Tancredo e a transição democrática, no qual revela, através das memórias pessoais do autor, o período histórico das Diretas Já e da derrocada do regime militar. No livro, Lyra relata seu trabalho como um dos articuladores da eleição de Tancredo Neves. A obra é um misto de revelações pessoais e dos bastidores do processo de transição democrática iniciado no Brasil com o fim da ditadura militar. Ela é composta de anotações e reflexões do autor, notadamente sobre o cenário político do país na década de 1980.
Fernando Lyra esteve à frente da campanha das Diretas Já e de todo o processo que culminou na escolha de Tancredo Neves para a candidatura à presidência da República e sua eleição pelo Colégio Eleitoral, marcando o fim do Regime Militar. De adversário, dentro do mesmo partido (o MDB), Fernando Lyra passou à condição de homem de confiança do futuro presidente.
O livro trata ainda da morte de Tancredo, da ação de Fernando Lyra no Ministério da Justiça, durante o governo de José Sarney, da desconstrução da lei da censura e do relacionamento tenso do autor com o político Ulysses Guimarães.  O jornalista Mauro Santayanna é um dos autores das apresentações. Além dele, assinam pré-textuais ou apresentações Cristóvam Buarque, José Paulo Cavalcanti Filho e Joaquim Falcão,  pessoas estiveram com Fernando Lyra no Ministério da Justiça. A obra apresenta ainda fotografias do acervo pessoal de Fernando Lyra e imagens cedidas pela fotógrafa Paula Simas.

### Cargos que ocupou
- 1º Secretário da Câmara dos Deputados -1983/84
- 2º Vice-Presidente – Corregedor da Câmara dos Deputados -1993/94
- Líder de Bancada na Câmara dos Deputados – 1996
- Procurador da Câmara dos deputados – 1997/98
- Membro da Comissão de Sistematização da Assembléia Nacional Constituinte, 1987/88
- Coordenador, no Congresso Nacional, da candidatura de Tancredo Neves à Presidência da República, 1983/84

### Condecorações
- Ordem do Congresso Nacional – Congresso Nacional
- Ordem de Isabel, a Católica – Reino da Espanha
- Medalha do Mérito Legislativo – Câmara dos Deputados
- Medalha da Inconfidência – Governo do Estado de Minas Gerais
- Ordem do Rio Branco, Grã-Cruz – Ministério das Relações Exteriores
- Ordem do Mérito Judiciário do Trabalho – Tribunal Superior do Trabalho
- Diploma de Reconhecimento Maçonico Grande Oriente do Brasil
- Diploma de Reconhecimento da Escola Superior de Guerra
- Ordem do Mérito do Trabalho – Ministério do Trabalho
- Medalha Pernambucana do Mérito Policial Militar

### Missões Oficiais ao Exterior
- Viagem a convite do Governo mexicano para visitar áreas de Reforma  Agrária e irrigação  – México, 1974
- Congresso Interparlamentar: Londres, Inglaterra, 1975- Sófia, Bulgária, 1994
- Viagem a convite do Governo Americano – EUA, 1975
- Visita A Portugal a convite do Partido Socialista – Portugal, 1977
- Participante do Congresso da Internacional Socialista – Madrid, Espanha,  1977
- Viagem a convite da Fundação Friedrich Herbert – Alemanha, 1980, 1981 e  1984
- Viagem a convite do governo da Itália, 1982
- Viagem como Ministro de Estado – Alemanha, 1985
- Congresso Interparlamentar em Manágua, 1987
- Viagem para participar da Assembléia Extraordinária do Parlamento Latino- americano – Costa Rica, 1990
- Observador Parlamentar na Assembléia da ONU– Nova Iorque, EUA, 1993-1994 e 1997
- Palestra no Instituto de Estudos brasileiros na Universidade de Sorbonne,  Paris 1994
- Congresso da UNESCO – Paris, França, 1997
- Representante do Congresso Nacional no Congresso Internacional de Estudantes Universitários - Lisboa, Portugal, 1998.

## Morte
Fernando Lyra foi internado no dia 5 de janeiro de 2013, no Hospital Português do Recife, apresentando quadro de insuficiência cardíaca congestiva grave, associada a infecção sistêmica e insuficiência renal aguda. O quadro se desenvolveu a partir de uma infecção urinária agravada pela doença cardíaca, que o acometia há 20 anos. Foi transferido para o Instituto do Coração, em São Paulo, onde faleceu, aos 74 anos de idade.